# 熊维政
熊维政（1956年—），河南新县人，汉族，中华人民共和国政治人物、第十二届全国人民代表大会河南地区代表。
毕业于北京大学EMBA专业。加入中国共产党。担任河南羚锐制药股份有限公司董事长。2008年起担任全国人大代表。2013年，担任全国人大代表。2018年2月24日，当选为第十三届全国人大代表。